# Hervé Digne
 (février 2023).
L'article doit être relu — et modifié si nécessaire — par des contributeurs indépendants pour apporter un regard critique aux contributions effectuées en violation des conditions d'utilisation de Wikipédia, tant sur la forme (notamment concernant le style encyclopédique, la proportionnalité) que sur le fond (la neutralité de point de vue, la qualité et l'indépendance des sources).
 (février 2023).
 (février 2023).
Si vous disposez d'ouvrages ou d'articles de référence ou si vous connaissez des sites web de qualité traitant du thème abordé ici, merci de compléter l'article en donnant les références utiles à sa vérifiabilité et en les liant à la section « Notes et références ».
Hervé Digne, né le 26 juin 1957 à Marseille, est une personnalité du monde des médias, de la culture et du numérique.
Actif dans les industries créatives, il est président de Postmedia Finance depuis 2007, une société de conseil indépendante (stratégie et fusions-acquisitions).
Impliqué dans le monde culturel et artistique, il co-fonde en 2015 Manifesto, dont il est le Président et qui agit comme agence de conseil, entrepreneur culturel et producteur culturel. Il crée en 2020 POUSH, lieu inédit dédié à la création dont il est le Président.
Investi dans le cinéma, il est administrateur d'UGC, et a été président de Cofiloisirs, établissement de financement du cinéma et de l'audiovisuel.

## Biographie

### Formation
Après une licence en droit à Paris I et le diplôme - avec mention Lauréat - de l’Institut d’Études Politiques (IEP) de Paris, il intègre l’École Nationale d’Administration (ENA) en 1980 (promotion Henri-François d’Aguesseau).[réf. nécessaire]

### Parcours professionnel dans les industries créatives
À sa sortie de l’ENA en 1982, il entre au Ministère de l’Économie et des Finances (Direction du Budget) où il suit notamment le lancement du plan Câble, comme responsable du budget des Télécoms et de la Défense.
Il démissionne de la fonction publique pour rejoindre en 1985 le Groupe Hachette (puis Lagardère). Il y occupe pendant 16 ans de nombreuses fonctions de management et de développement. Responsable de la gestion du développement international de Hachette Presse, il est actif dans la création des éditions internationales du magazine ELLE, notamment aux États-Unis, au Royaume-Uni, en Italie, en Espagne, en Allemagne et à Hong Kong. En 1988, il prend des fonctions opérationnelles comme éditeur des magazines Disney et cogérant de la société commune Disney Hachette Presse qu’il crée à cette occasion. Puis en 1989 devient Administrateur général d’Edi7, la principale filiale du groupe et alors première société de presse magazine française. Il est ainsi l’éditeur de dix magazines (ELLE, ELLE Décoration, Femme, Vital, Prévention santé, Télé 7 Jours, France Dimanche, Parents, le Journal du dimanche, Télé7 Jeux) et supervise également les départements marketing du groupe. Nommé en 1993 Directeur délégué de Hachette Filipacchi Presse, il en intègre le Comité de Direction, et préside aussi la SPDV une société filiale de l’AFP et des câblo-opérateurs qui édite un guide électronique des programmes pour la télévision. Il devient également vice-président de l’European Television Magazine Association (ETMA). Ouvert aux innovations, il crée en 1994 la filiale du groupe dédiée à l’Internet et devient en 1995 Directeur général Nouveaux Médias et licensing, une des quatre directions d’Hachette Filipacchi Medias dont il intègre le Comité Exécutif. À ce poste, il crée d’une part les activités internet du groupe international, lance les activités liées au marketing de fidélisation (CRM) et développe la marque ELLE dans les licences de mode, notamment au Japon et en Asie. Repéré par Arnaud Lagardère désormais Gérant de Lagardère Media il en devient l’adjoint en rejoignant le siège du Groupe, rue de Presbourg. À ses côtés, il sera actif dans l’investissement du groupe dans Canal Satellite et les chaînes de télévision de Multithématiques- qu’il contribue à repositionner.
En 2001, il quitte le Groupe Lagardère et rejoint Geosat une société créée pour investir dans Eutelsat, le 3e opérateur mondial de satellites. À l’issue de cette opération, il crée en 2003 Lascaminades, une société de conseil dans les médias et devient aussi Senior Advisor d’Arthur D. Little, le cabinet de conseil en organisation et stratégie et de LongAcre partners, une banque d’affaires britannique spécialisée dans les transactions médias en Europe, désormais intégrée à Jefferies. Il participe également au lancement de la fondation caritative ELLE, dont il sera un des administrateurs fondateurs. Il prend aussi à Biarritz la présidence du festival de photographie « Terres d’images » qu’il relance sous le nom de « Transitions ».
En 2005, il rejoint Matignon et devient le Conseiller du Premier ministre Dominique de Villepin pour les médias, chargé également de la convergence médias/télécoms et du cinéma. Il y est actif notamment dans l’élaboration de la loi sur la télévision du futur qui organise l’arrêt de la diffusion analogique et les conditions du tout numérique, ainsi que dans le lancement de France 24.
En 2007, il crée Postmedia finance, une société de conseil en stratégie et fusion-acquisition dans le domaine des médias et de la convergence numérique. Il devient aussi Senior Advisor d’ABN AMRO (2007-2008), puis de Neuflize OBC (2009-2018) et administrateur de la chaîne de télévision locale LCM à Marseille. Il rejoint aussi de 2008 à 2011, le Conseil d’administration d’EuropaCorp la société de production de Luc Besson cotée sur Euronext.
En 2011 et 2012, comme Senior Partner de Kurt Salmon, le cabinet international de conseil en stratégie et management, il pilote notamment plusieurs missions d'aménagement de la distribution de la presse. Il est ensuite nommé président de Cofiloisirs (2012-2019), un des deux établissements financiers spécialisés dans le financement du cinéma et de l'audiovisuel, alors filiale de BNP Paribas, Neuflize OBC et UGC. Parallèlement, il accompagne Nicolas Merindol dans la création de Carmin France, groupe de services financiers, comme vice-président associé (2013-2020). Enfin, depuis 2016, il est l'un des associés fondateurs de Post'Advisor, société de conseil aux dirigeants.
Il a été membre du Conseil de Surveillance de High Co, groupe de communication hors-media coté sur le compartiment C de NYSE-Euronext (2012-2014), administrateur de DailyMotion, la plateforme internationale de vidéo (2013-2015) et membre du Conseil d'Orientation de L'Équipe 21, chaîne TNT sportive du groupe Amaury (2013-2015). Il est  administrateur d'UGC depuis 2014, un des principaux groupes d'exploitation et de production cinématographique en France.

### Activités dans la culture et l'art
Il a succédé de 2014 à 2016 à Nicolas Seydoux comme président du Forum d'Avignon - Culture, économie, média, le « Davos » des médias et de la culture, après en avoir été vice-président fondateur. Collectionneur, il a été de 2007 à 2012 administrateur du Centre national des arts plastiques (CNAP) et de 2011 à 2016, Président de la Collection Lambert à Avignon, le Musée d’art contemporain, fondé en 2000 grâce au prêt du galeriste Yvon Lambert, dont il a piloté la donation à l’État, la plus importante depuis 1906 et l’extension du Musée par les architectes Berger & Berger.
Administrateur du CIAM-Châtelet de 2009 à 2012, il fonde en 2012, pour Luc Bondy alors directeur de l’Odéon-Théâtre de l’Europe, le Cercle de l’Odéon, dont il a été pendant dix ans le président avant d'en devenir président d'honneur en 2022.
En 2015, il crée avec Laure Confavreux-Colliex  Manifesto, qui conseille ou développe des projets en faveur de la culture et des artistes. Manifesto participe la création et la redynamisation de lieux culturels et patrimoniaux par la mise en place de projets artistiques à fort impact sociétal, en France et à l'international, via Manifesto Studio qui assure des missions de conseil et de mise en œuvre, pour le compte de tiers. L'agence accompagne d'autres projets emblématiques du Grand Paris (Parc de la Tour Eiffel, Hôtel-Dieu, Village Olympique, Les Lumières-Pleyel...) et à l'international (gestion de résidences d'artistes à AlUla, production du Festival Noor à Riyad). En 2022, Manifesto a créé une filiale en Arabie Saoudite, Manifesto Middle East, dont il est administrateur.
En association avec Alexandre Colliex, il crée la filiale Manifesto Expo, qui organise depuis 2018 l'itinérance internationale des expositions des plus grands musées d'art internationaux et de fondations prestigieuses. Manifesto a créé en 2020 POUSH, lieu innovant dédié à la création contemporaine qui accueille et accompagne 250 artistes, d'abord à Clichy (92), puis à Aubervilliers (93). Cette aventure fait l'objet d'une publication aux Editions Dilecta en 2022. Pour développer l'ambition de faire de POUSH un véritable quartier culturel et créatif, il a créé, avec Laure Confavreux-Colliex, l'Association pour le Développement des Lieux de Création d'Artistes (ADLCA), qui porte désormais le projet et qu'il préside. Depuis 2016, il est membre du Jury de la Résidence BMW de la Photographie, désormais BMW Art Makers. Il a aussi participé à plusieurs jurys en 2016 au Prix FILAF du meilleur livre d'art édité par une galerie, en 2018 au Prix du Livre Paris Photo - Aperture Foundation.
De 2019 à 2022, il est administrateur du FRAC Île-de-France, dirigé par Xavier Franceschi, pour la période qui a vu l'ouverture des réserves à Romainville. Depuis 2020, il fait partie du conseil d'administration des Cahiers du Cinéma, présidé par Grégoire Chertok.
En 2023, Hervé Digne est nommé président du conseil d'administration de l'École Nationale Supérieure des Arts Décoratifs.

## Décorations
- Chevalier de la Légion d'honneur[15]
- Officier de l'ordre national du Mérite Il est promu officier par décret du 2 mai 2012[16].
- Officier des Arts et Lettres[17].